# Osphranter antilopinus
Osphranter antilopinus, là một loài động vật có vú trong họ Macropodidae, bộ Hai răng cửa. Loài này được Gould mô tả năm 1841.
Loài này phân bố ở bắc Australia: ở bán đảo Cape York trong Queensland, Top End của Northern Territory, và Kimberley của Western Australia. Loài này phổ biến tại các địa phương này, tập hợp thành đàn ăn cỏ.

## Hình ảnh

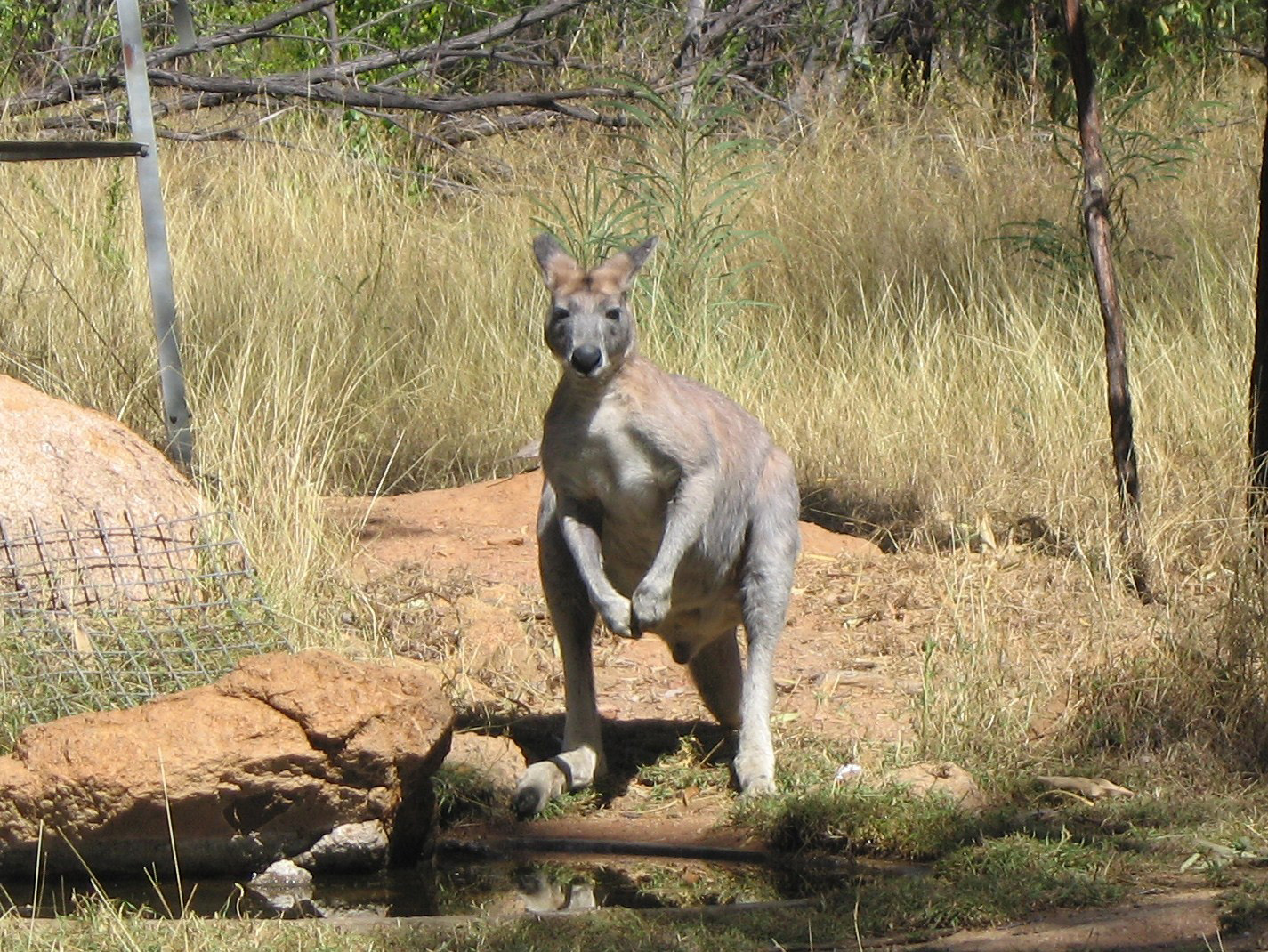
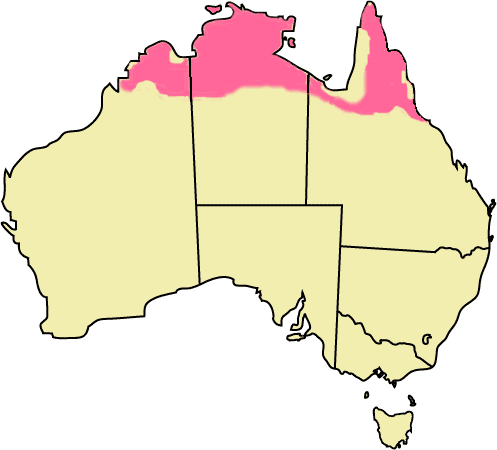
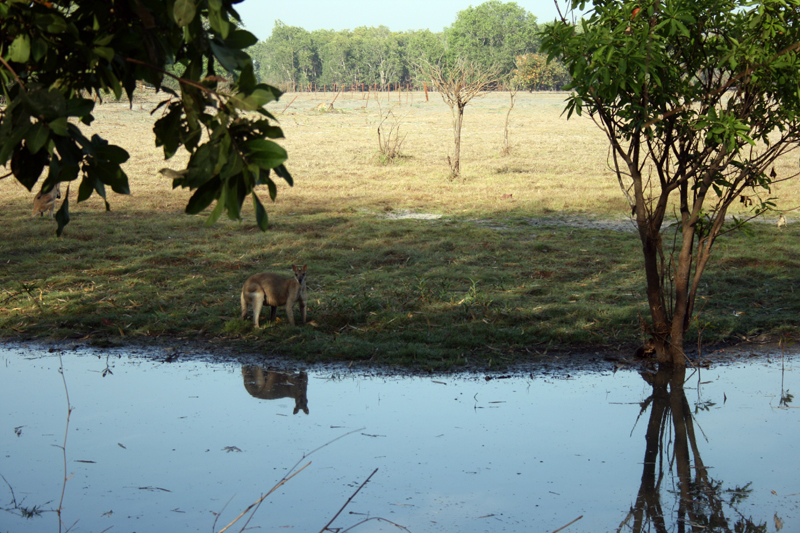
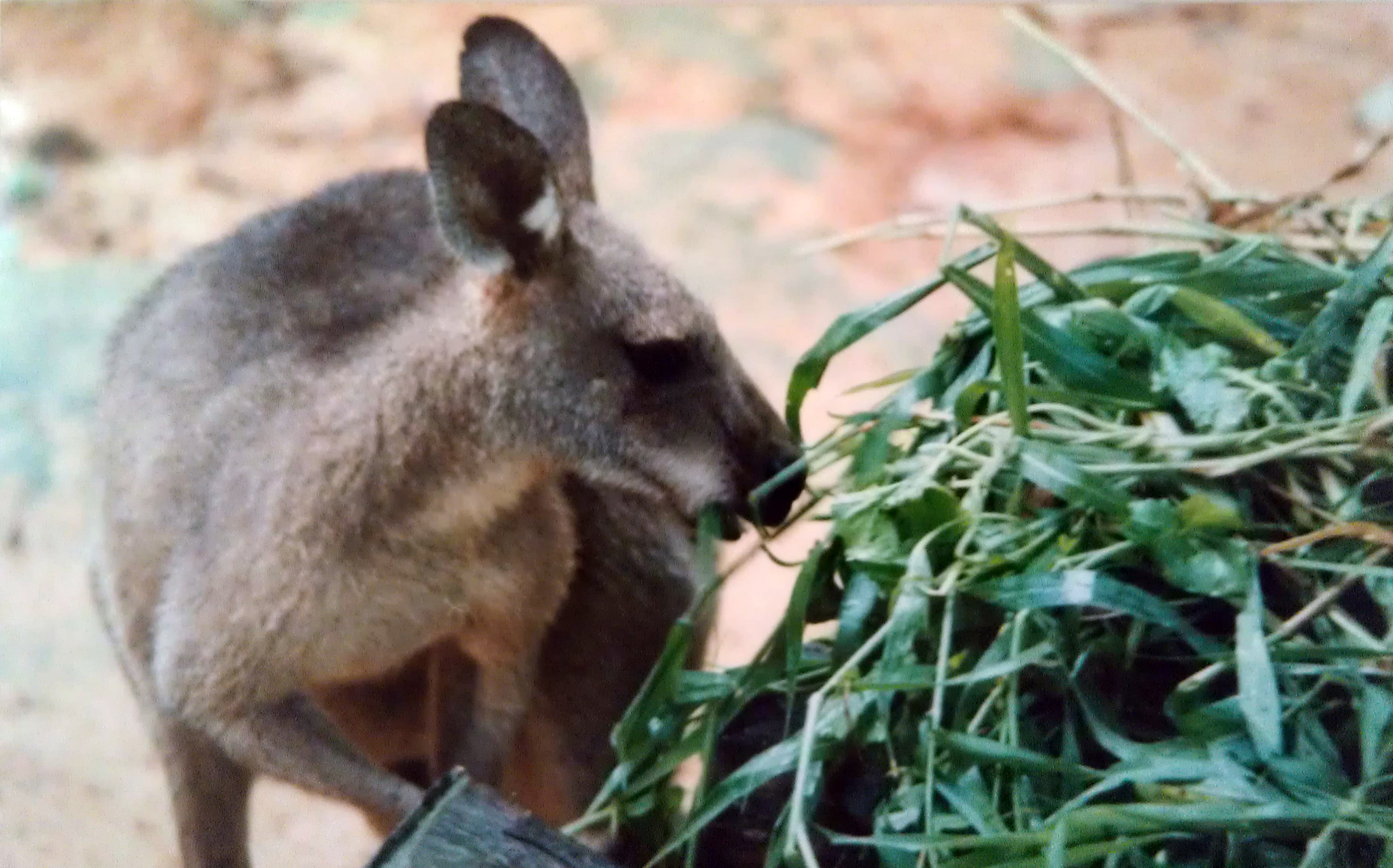
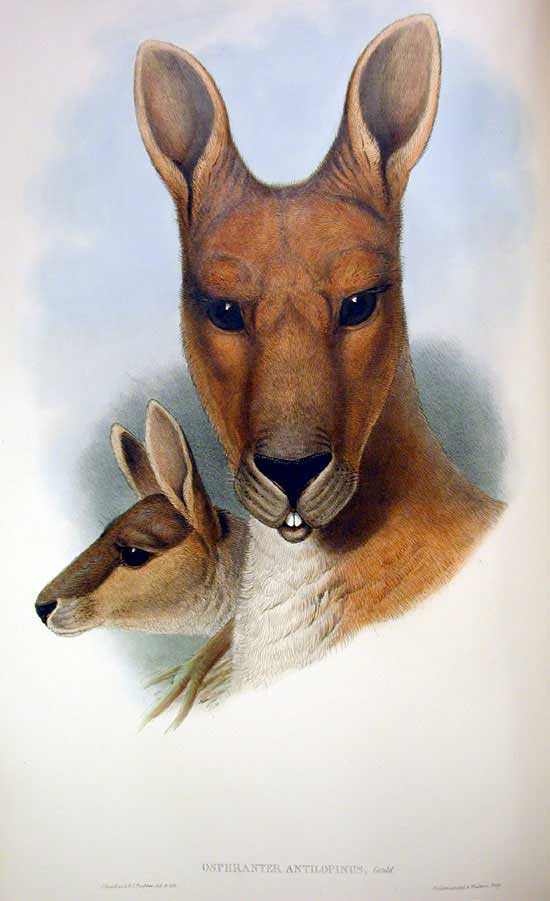